# Північна Нігерія (протекторат)
Північна Нігерія - колишня британська  колонія, заснована у 1900 році. Основою для створення колонії була Берлінська конференція 1884—1885 яка приєднало Північну Нігерію до британських протекторатів на півдні Нігерії. Існувала, проте значна невизначеність щодо кордонів — з французькою колонією на північному заході.
Північ і південь Нігерії радикально відрізняються і унія з Південною Нігерією була зумовлена економічними та адміністративними причинами — протекторат Північна Нігерія, мав великий дефіцит бюджету. Проте поряд з унійною адміністрацією для всієї Нігерії, північ та південь продовжували мати свої власні окремі адміністрації, і кожен мав власного віце-губернатора до 1946 року.

## Ресурси Інтернету
- The British Empire - Northern Nigeria